# 背景独立性
理論物理学の条件である背景独立性 （はいけいどくりつせい）は、時空の形状や時空内の様々な場の値とは独立に、理論を定義する方程式を与えることである。特に、背景独立性は特定の座標系に依存しないことを意味する。加えて、異なる時空（もしくは背景）の構成は、理論を定義する方程式の別の解として得られる必要がある。

## 背景独立性とは何か？
背景独立性は、物理学の理論に対してゆるく定義された性質である。大まかに言うと、背景独立性は「人の手でとられた」空間と時間を記述するために使われる数学的な構造の数を制限する。かわりに、時空の構造は、アインシュタインの場の方程式のような、力学的方程式の結果であるので、第一原理から時空の構造がどのような形となるかを決定することができる。計量の形は計算結果を決定するので、予言するために小さな入力しか必要でないことから、背景独立な理論は、背景独立ではない理論と比較して、予言力が大きい。これは基礎理論に求められる自由なパラメータ数が少ないことと似ている。従って、背景独立性とは、パラメータだけではなく幾何学的な構造をも含む部分まで、理論から予言されるべき数学的な対象を拡張しようすることとみることができる。このことをまとめて、リクルス(Rickles)は次のように書いている。
「背景構造は力学構造と対比をなしていて、明らかに、背景独立な理論は後者（力学構造）のみを持っているだけで、背景独立ではない理論は、後者（力学構造）に加えて前者（背景構造）も持っている。」
一般相対論では、背景独立性は、時空の計量が力学的方程式の解であるという性質と同一視される。古典力学ではこれが当てはまらず、物理学者は実験的観測に合致するために計量を固定して考える。計量の形式は物理的な予言に影響するが、理論により予言されはしないので、これ（計量の固定）は求められたものではない。

## 明確な背景独立性
明白な背景独立性は、最初、物理学的な要求というより、むしろ審美的な観点からのものかもしれない。背景独立性は、微分幾何学でチャートや埋め込む座標の選択と独立した形式で書けるように要求することに密接に関係している。背景独立性があるとすると、より単純でよりエレガントな方程式を導くことができる。しかしながら、理論が 明白な背景独立性 を持つことを要求することは、物理的なことではない。例えば、一般相対論の方程式は、物理的な意味に影響することなく局所座標で、書き直すことができる。 
性質を明白にするということは単に審美的なことではあるが、理論がそのような性質を持っているということを確かめるためには有益である。例えば、理論が明らかにローレンツ不変性を持つ形に書き直せると、ローレンツ不変性が保存されることを全てのステップでチェックできる。性質を明らかにすることは、理論が実際にその性質を持っているか否かを明確とすることでもある。古典力学を明確なローレンツ不変とすることができないことは、理論の物理的な姿であり、理論家の一部の想像力が欠如していたわけではない。同じことが、古典力学、あるいは電磁気学を背景独立とすることで、起きる。

## 量子重力の理論
量子重力理論の研究はまだ不確かであるため、背景独立性の正しい導入については多くの論争がある。最終的には、実験によって答えが決定されるべきであるが、実験により量子重力現象を検出できるまで、物理学者は議論で解決していかねばならない。下記は、2つの大きな量子重力理論のアプローチの簡単なまとめである。
物理学者は 3次元の量子重力のモデルを研究してきていて、4次元量子重力よりも非常に簡単である（この理由は、3次元では量子重力は局所的な自由度を持たないからである）。これらのモデルでは、2つの異なるトポロジーの間のゼロではない遷移振幅が存在する、言い換えると、トポロジーチェンジである。このことと、これと類似する現象を通して物理学者は、整合性をもつ重力の量子理論は、力学的な過程としてトポロジーチェンジを含むべきであると信じるようになった。

### 弦理論
普通、弦理論は、固定した背景の下で摂動論として定式化される。この方法により定義される理論が、背景不変であることが可能である場合、もし可能であったとしても、明確ではない。明確に背景独立な形で弦理論を定式化しようとするひとつの試みが、弦の場の理論であるが、これを理解しようとする中で、いくらかの進展がある。
別なアプローチとしてAdS/CFT双対という考え方があり、反ド・ジッター空間近似の時空の中に、弦理論の完全な非摂動論的な定義が可能であると信じる考え方もある。もしそうであれば、このことが完全な背景独立性をもつ理論の超選択セクターの一種を記述する可能性がある。任意の時空の背景を持つ理論の完全な非摂動論的な定義はまだ完成してない。
トポロジカルチェインジは、弦理論の中で確立されている過程である。

### ループ量子重力
ループ量子重力と呼ばれる（弦理論とは）全く異なった量子重力へのアプローチがある。このアプローチは、少なくとも、面積といったような幾何学的性質は、背景計量を参照することなしに予測できないという意味において、背景独立であることを主張している。しかしながら、ループ量子重力の物理学は、弱い意味の背景独立でしかない。この理由は、時空のトポロジーの選択を固定することを要求する。このことを背景構造とみることができたことになる。

## 参考項目
- 一般相対論
- 弦理論
- ループ量子重力
- 量子場理論